# Hrabstwo Jewell

Piramida wieku hrabstwa

Hrabstwo Jewell – hrabstwo położone w USA w stanie Kansas z siedzibą w mieście Mankato. Założone 26 lutego 1887 roku. Nazwa Hrabstwa pochodzi od Lewisa Jewella. Hrabstwo należy do nielicznych hrabstw w Stanach Zjednoczonych należących do tzw. dry county, czyli hrabstw gdzie decyzją lokalnych władz obowiązuje całkowita prohibicja.

## Miasta
- Mankato
- Jewell
- Burr Oak
- Esbon
- Formoso
- Randall
- Webber

## Sąsiednie Hrabstwa
- Hrabstwo Nuckolls
- Hrabstwo Republic
- Hrabstwo Cloud
- Hrabstwo Mitchell
- Hrabstwo Osborne
- Hrabstwo Smith
- Hrabstwo Webster